# Degas Group
Degas Group — українська девелоперська компанія, заснована у 2020 році українським підприємцем Юрієм Дегасом. Діяльність компанії охоплює будівництво житлових комплексів, інвестиції, ресторанний бізнес та розвиток інфраструктури. Одним із головних принципів діяльності компанії є соціальна відповідальність, зокрема через реалізацію інклюзивних проектів. Серед реалізованих проектів — житлові комплекси "Нова Європа", “Магніт”, мережа ресторанів Benedikt, ресторан "Мореман" та пляжний комплекс "Caleton". Також відома завдяки благодійному фонду «Безмежні можливості» та Інклюзивному пляжу «БЕЗМЕЖ».

## Компанія «Degas Group»
Компанія Degas Group розпочала свою діяльність у 2020 році, зосереджуючись на розвитку місцевої інфраструктури та впровадженні сучасних підходів у будівництво й девелопмент. Основними напрямками діяльності стали будівництво житлової та комерційної нерухомості, управління об'єктами гостинності та реалізація соціальних ініціатив.
У склад компанії увійшли будівельна компанія «Planeta Development», заснована у 2017 році, пляжний комплекс "Caleton" та мережа ресторанів Benedikt, яка пізніше вийшла з Degas Group.
Компанія Planeta Development виступає інвестором житлових комплексів "Нова Європа" та "Грінвіч Парк". До приєднання до ДЕГАС ГРУП виступала інвестором ЖК “MAGNIT”, "Будинок На фонтані", а також брала участь в розробці ЖК "Прохоровський" і ЖК "Райдужний”.
Ціль Degas Group – створення простору, який поєднує комфорт, естетику та екологічність. За місію компанія взяла формування позитивного соціального впливу. Основні цінності «Degas Group» включають довіру клієнтів, турботу про екологію та внесок у розвиток громади . 

## Початок діяльності
Історія «Degas Group» розпочалася з управління пляжним комплексом Caleton, розташованим у районі пляжу «Дельфін». Комплекс отримав міжнародну нагороду "Блакитний прапор", що підтверджує відповідність стандартам чистоти води, екології та безпеки інфраструктури. Управління комплексом сприяло розвитку рекреаційного простору в регіоні.

## Девелопмент та будівництво
Наступним напрямком компанії стали девелоперські проекти та кризовий менеджмент у будівництві.
Одним із реалізованих проєктів є житловий комплекс "Нова Європа" на вулиці 28 бригади (колишня назва — вулиця Паустовського), будівництво якого було завершене силами та під відповідальністю «Degas Group» після банкрутства попереднього забудовника.
У рамках завершення будівництва житлового комплексу «Нова Європа» компанія забезпечила передачу квартир інвесторам на основі їхніх попередніх фінансових зобов’язань перед попереднім забудовником.
У 2024 році компанія розпочала будівництво ЖК "Грінвіч Парк" у британському архітектурному стилі, розташованого у Суворовському районі Одеси. Комплекс передбачає доступну інфраструктуру для людей з інвалідністю.
Як заявляє «Degas Group» – розвиток доступного та безбар’єрного середовища в місті Одеса є основою діяльності компанії. По оцінці компанії, ЖК "Грінвіч Парк" має стати флагманом та візитною карткою «Degas Group».

## Гостинність та ресторанний бізнес
У ресторанному бізнесі компанія спочатку керувала мережею Benedikt, розташованих у центрі Одеси та в Аркадії, проте згодом вийшла з управління цими закладами. Нині компанія розвиває ресторан "Мореман" у районі Таїрова. Новий проект широко відгукнувся одеситам завдяки смачній кухні, затишній атмосфері та високому рівню обслуговування.

## Соціальна відповідальність
Однією з ключових цінностей «Degas Group» є соціальна відповідальність. Компанія активно підтримує благодійні проекти та ініціативи, спрямовані на допомогу тим, хто цього потребує.. Благодійною діяльністю компанія ДЕГАС ГРУП займається через фонд «Безмежні можливості», заснований у 2021 році.
Компанія активно підтримує ветеранів, дітей, маломобільних осіб, регулярно організовуючи благодійні акції та соціальні заходи.
Інклюзивний пляж «БЕЗМЕЖ»
Одним із соціальних проектів компанії є Інклюзивний пляж «БЕЗМЕЖ», відкритий 5 червня 2021 року на місці території пляжу «Дельфін». відкритий у районі пляжу "Дельфін". Проєкт було реалізовано без залучення бюджетних коштів.
Інфраструктура пляжу включає пандуси, спеціальний ліфт для осіб на колісних кріслах, адаптовані душові та санвузли з доступом для маломобільних осіб, тактильні доріжки, спеціалізований дитячий майданчик, спеціальний спуск в море, а також зону реабілітації для ветеранів та осіб з інвалідністю. На пляжі працює масажист-реабілітолог, який безкоштовно надає свої послуги усім без винятку людям з інвалідністю. Весь персонал пляжу пройшов відповідну підготовку.
Пляж «БЕЗМЕЖ» став першим та єдиним в Україні інклюзивним пляжем.

## Перспективи
Сьогодні «Degas Group» продовжує розвиватися, працюючи над новими проектами в сфері житлової нерухомості, комерційного будівництва, інклюзивної інфраструктури та громадського харчування.

## Критика та конфлікти
6 листопада 2024 року між власником ДЕГАС ГРУП Юрієм Дегасом та міським головою Одеси Генадієм Трухановим виник конфлікт довкола інклюзивного пляжу «БЕЗМЕЖ», пов'язаний зі спробою незаконної забудови прилеглої до пляжу території.
Події набули широкого галасу громадськості. Юрій Дегас, представники громадських організацій і ветерани російсько-української війни вийшли на протести проти забудови біля пляжу. Та на той час будівельники вже встигли зруйнувати паркувальні місця для людей з інвалідністю. На місце події прибули поліцейські, які склали відповідний акт. 
Юрій Дегас звинуватив міську владу у сприянні забудовнику та покриванні незаконних дій. Пізніше власник ДЕГАС ГРУП зазначив, що Генадій Труханов та його команда розгорнули у медіа та соцмережах інформаційну війну проти нього. В той же час в місцевих медіа, зокрема на каналі Перший Міський, почали виходити розслідування щодо діяльності Юрія Дегаса та компанії Degas Group. Геннадій Труханов особисто відповів на звинувачення одеського бізнесмена, заявивши, що будівельні роботи не мають жодного стосунку до інклюзивного пляжу і стосуються зведення восьмиповерхової будівлі на місці покинутої рятувальної станції.
18 березня 2025 року, в ефірі телеканалу «Київ 24» Дегас заявив, що отримав погрози своєму життю через соцмережі: «Ти – наступний!» Також Дегас повідомив, що раніше проти нього була розгорнута масштабна інформаційна кампанія із залученням анонімних одеських телеграм-каналів, інформацію з яких підхоплюють російські пропагандисти, зокрема Ольга Скабеєва, та використовують для розпалювання ворожнечі всередині Україні. У зв’язку з цим Юрій Дегас звернувся із відповідною заявою до СБУ.
4 квітня 2025 року Юрій Дегас звинуватив мера Труханова у перешкоджанні підготовці інклюзивного пляжу  і звернувся за захистом до керівництва держави 